# 국도 제3호선 (베트남)
국도 제3호선(베트남어: Quốc lộ 3)은 베트남 하노이에서 중화인민공화국 광시 좡족 자치구의 경계 지점까지 이르는 일반 국도로, 총 연장은 350.44 km로 이루어져 있다. 그러나 해당 도로에 놓여 있는 교량이 88개씩 설치되어 있으며, 하노이에서 자럼현까지는 하나의 교량으로 연결되어 있고, 그 부근 지역에는 국도 제1A호선과도 이어준다. 또한 주요 경유지로는 타이응우옌성, 박깐성, 까오방성 등이 있다.